# Szkoła Podstawowa nr 79 im. Arkadego Fiedlera w Poznaniu
Szkoła podstawowa w Poznaniu przy ul. Jesionowej 14. Rejon szkoły obejmuje dzielnicę Świerczewo.

## Historia
W 1962 oddano do użytku budynek szkolny przy ul. Jarzębowej 5. We wrześniu tego roku rozpoczęła działalność oświatową Szkoła Podstawowa nr 78. Naukę rozpoczęło 1132 uczniów. Władze miejskie nadały szkole patronat Alfreda Bema, przedwojennego działacza komunistycznego. Rok później rejon szkoły został podzielony, wskutek czego utworzono nową szkołę pod numerem 79. Równolegle oddano do użytku nowy budynek przy ul. Jesionowej 14, w którym ulokowano nową podstawówkę. Kierownikiem szkoły został Stanisław Książyk. Szkole nadano patronat Janka Krasickiego, aktywisty komunistycznego, patrona Związku Młodzieży Socjalistycznej. W 1977 obie szkoły połączono, pozostawiając numer 79 oraz patronat. Oba budynki połączono łącznikiem, w którym ulokowano stołówkę szkolną. Nowym dyrektorem został Roman Henicz. W 1979 placówka otrzymała sztandar. Po upadku komunizmu w Polsce szkoła utraciła patrona, by w 2002 otrzymać imię Arkadego Fiedlera, podróżnika i pisarza. W międzyczasie w wyniku reformy systemu edukacji utworzono Gimnazjum nr 44. Odtąd szkoła podstawowa korzysta wyłącznie z budynku przy ul. Jarzębowej.
Szkoła realizuje zadania oświatowe w zakresie edukacji podstawowej. Działa również oddział przedszkolny (tzw. zerówka). W roku szkolny 2014/2015 szkoła liczyła 18 oddziałów na sześciu poziomach. Organem zarządzającym jest samorząd (miasto Poznań).

## Absolwenci
- Przemysław Matusik (historyk)[2]